# Drunk Enough to Dance
Drunk Enough to Dance è il quarto album in studio della band pop punk Bowling for Soup, pubblicato nel 2002 dalla Jive Records.

## Tracce
Tutte le canzoni sono scritte da Jaret Reddick, eccetto dove indicato.
1. I Don't Wanna Rock – 3:03
2. Emily – 3:30
3. Girl All the Bad Guys Want (Reddick, Walker) – 3:17
4. On and On (About You) – 3:10
5. Surf Colorado – 3:54
6. Life After Lisa (Reddick, Walker) – 3:08
7. Where to Begin – 5:19
8. The Last Rock Show – 1:28
9. Self-Centered – 3:00
10. The Hard Way – 3:09
11. Out the Window – 3:20
12. Cold Shower Tuesdays – 3:35
13. Running from Your Dad – 3:37
14. Scaring Myself – 3:31
15. She's Got a Boyfriend Now – 3:51
16. Greatest Day -  3:19
17. World Falling Apart - 4:46
18. Punk Rock 101 (Reddick, Walker) - 3:08
19. I Ran (So Far Away) (A Flock of Seagulls) - 2:34
20. Star Song (Reddick, Walker) - 3:25

## Formazione
- Chris Burney - chitarra, voce
- Jaret Reddick - voce, chitarra
- Erik Chandler - basso, voce
- Gary Wiseman - batteria